# Václav Talich
Václav Talich (Kroměříž, 28 de mayo de 1883 - Beroun, 16 de marzo de 1961) fue un director de orquesta y violinista checo.

## Biografía

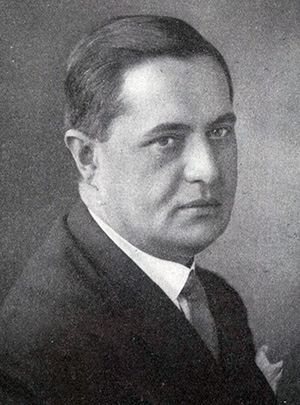

Talich ingresa en el Conservatorio de Praga en 1887 en la clase de violín de Otakar Ševčík. En 1903 se convierte en el primer violín de la Orquesta Filarmónica de Berlín, dirigida entonces por Arthur Nikisch. Debido a una enfermedad, debe abandonar Berlín y se instala en Odesa, donde toca en la Orquesta del Teatro Municipal. En 1905, comenzó a trabajar en la Academia Imperial Rusa de Tbilisi, Tiflis como profesor de violín y director de la orquesta de alumnos. Regresó a Praga en 1906 y conoció al compositor y violinista Josef Suk.
En 1908, sale al extranjero para dirigir la Filarmónica de Ljubliana (Eslovenia), con la que programa obras del repertorio checo, como las óperas Rusalka de Dvořák y La novia vendida de Smetana. Durante este tiempo, completa su formación musical con el compositor Max Reger.
Vuelve a Checoslovaquia para dirigir la Ópera Municipal de Plzeň. En 1917 dirige por primera vez la Orquesta Filarmónica Checa, de la que se convertirá en su director titular a partir de la temporada 1919-1920 y hasta 1941, salvo una interrupción de tres años (1931-1934) durante los cuales dirigirá la Real Orquesta Filarmónica de Estocolmo. En 1922, funda el Coro Filarmónico Checo.
De 1935 a 1941 está a cargo de la administración del Teatro Nacional de Praga, donde dirige Rusalka de Dvořák. Al mismo tiempo, se encarga de los cursos de dirección de orquesta del Conservatorio de Praga.
Durante la Segunda Guerra Mundial su alumno Karel Ančerl es deportado al campo de concentración de Theresienstadt. Talich permanece al frente de su orquesta durante la ocupación nazi de Praga.
En 1946, funda la Orquesta de Cámara Checa y vuelve a la dirección de la orquesta del Teatro Nacional de Praga entre 1947 y 1948. Funda también la Orquesta Filarmónica Eslovaca en Bratislava, que dirige entre 1949 y 1952. 
Entre sus alumnos destacan importantes directores como el citado Karel Ančerl, Milan Munclinger, Jaroslav Krombholc o Charles Mackerras.

## Repertorio
Václav Talich sentía predilección por el repertorio checo, especialmente por las obras de su amigo Josef Suk, Dvořák, Smetana, Janáček y Martinů (quien le dedicó su ópera Julieta, o el libro de los sueños ). En 1926, Václav Talich estrenó la Sinfonietta de Leoš Janáček.
Aparte de la música checa, Talich fue un buen intérprete de Mozart, los impresionistas franceses y de la música rusa.